# Burak Çamoğlu
Burak Can Çamoğlu (* 5. Oktober 1996 in Kamen) ist ein deutsch-türkischer Fußballspieler.

## Karriere
In der Saison 2014/15 gab er sein Debüt für Borussia Dortmund II in der dritthöchsten Liga Deutschlands.
Zur Saison 2017/18 wechselte er zum Karlsruher SC. Sein erstes Pflichtspiel für Karlsruhe absolvierte er am 21. Juli 2017, dem 1. Spieltag der Saison 2017/18, beim 2:2 gegen den VfL Osnabrück. Sein erstes Ligator für den KSC erzielte er beim 3:1-Heimsieg gegen die SG Sonnenhof Großaspach am 7. März 2018 (28. Spieltag). Am Ende der Saison erreichte Çamoğlu mit dem KSC die Aufstiegsrelegation, in der man am FC Erzgebirge Aue scheiterte. In der folgenden Saison 2018/19 konnte er mit dem KSC nach einem 4:1-Sieg gegen Preußen Münster am 37. Spieltag den Aufstieg in die Zweite Bundesliga feiern, zu dem Çamoğlu mit zwei Toren und drei Vorlagen in 23 Spielen beitragen konnte.
Am 24. August 2020 wechselte Çamoğlu zum türkischen Aufsteiger Hatayspor. Er unterschrieb für zwei Jahre. Nach einer weitern Station in der Türkei bei Adanaspor kehrte er im August 2023 zu Rot Weiss Ahlen nach Deutschland zurück.

## Erfolge
Karlsruher SC
- Aufstieg in die 2. Bundesliga: 2019